# Hymenaster modestus
Hymenaster modestus is een zeester uit de familie Pterasteridae.
De wetenschappelijke naam van de soort werd in 1885 gepubliceerd door Addison Emery Verrill.